# Букнарі (Кобулеті)
Букнарі (груз. ბუკნარი) — село в Грузії.
За даними перепису населення 2014 року в селі проживає 1166 осіб.